# Marguerite Boucicaut

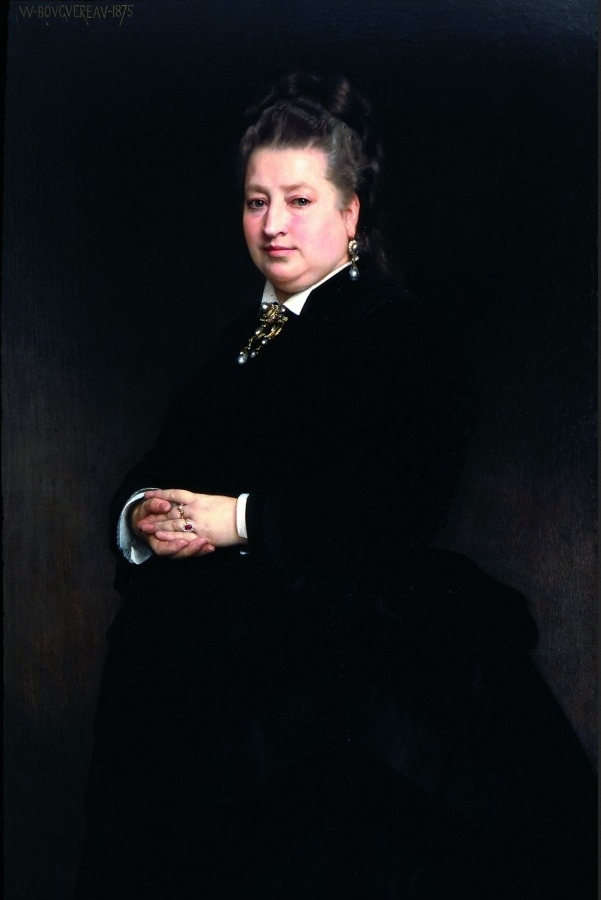
Marguerite Boucicaut 1875 (Gemälde von William-Adolphe Bougereau)

Marguerite Boucicaut, geborene Guérin, war eine französische Geschäftsfrau und Mäzenin. Sie wurde am 3. Januar 1816 in Verjux (Département Saône-et-Loire) geboren und starb am 8. Dezember 1887 in Cannes. Sie war an der Gründung und dem Aufschwung des ersten französischen Warenhauses, Au Bon Marché, in Paris an der Seite und in der Nachfolge ihres Ehemanns Aristide Boucicaut beteiligt. Außerdem zeigte sie großes soziales und humanitäres Engagement. Bei ihrem Tod hinterließ sie ihr immenses Vermögen für wohltätige Zwecke, während sie gleichzeitig das dauerhafte Fortbestehen des Warenhauses sicherte und ihre langjährigen Angestellten belohnte.

## Biographie
Marguerite Guérin wurde am 3. Januar 1816 in Mont, einem kleinen Weiler bei Verjux im Département Saône-et-Loire geboren. Da der Vater unbekannt war, trug sie den Familiennamen ihrer Mutter Pierrette Guérin, die bei der Geburt des Kindes 29 Jahre alt war. Als Gänsehirtin und laut mündlicher Überlieferung Analphabetin lebte sie mit ihrer Mutter in einem Häuschen in Verjux, einem kleinen burgundischen Dorf am Ufer der Saône, nördlich von Chalon-sur-Saône : um den Hintergrund dieser tief ländlichen Gegend zu verdeutlichen, sei darauf hingewiesen, dass um 1850 im Nachbarort Gergy etwa 30 % der Männer und 60 % der Frauen nicht in der Lage waren, ihre Heiratsurkunde zu unterschreiben.
Am 6. März 1827 standen Marguerite und ihre Mutter plötzlich ohne Einkommen da, weil der Gemeinderat von Verjux die Weidehaltung von Gänsen abschaffte und die Haltung der Gänse in Einfriedungen vorschrieb. Dadurch wurde die Aufgabe der Gänsehirtin überflüssig. Pierrette Guérin fasste daraufhin den Entschluss, ihrer Tochter eine bessere Zukunft zu ermöglichen, und schickte sie zu ihrem Onkel, einem Wasserträger, nach Paris.
Mit 12 Jahren 1828 in Paris angekommen, lebte Marguerite bei ihrem Onkel und wurde Lehrling in einer Wäscherei im Quartier der Rue du Bac im 7. Arrondissement, wo ab 1838 der Bon Marché entstehen sollte, der von den Gebrüdern Videau ins Leben gerufen wurde. Einige Jahre später hatte sie Lesen und Schreiben gelernt und zeigte ihren Unternehmergeist, indem sie ein Milch- und Käsegeschäft mit einer kleinen Küche übernahm, ein « bouillon », wie man es damals nannte. Sie servierte dort den Arbeitern und Angestellten im Quartier ein Tagesgericht. 1835/36 lernte sie Aristide Boucicaut, 1810 in der Normandie in Bellême (Département Orne) geboren, kennen, der ebenso wie sie aus der Provinz in den 1830er Jahren nach Paris gekommen war. Damals war er Verkäufer in der Abteilung für Tücher im Petit Saint-Thomas, dem ersten Vorläufer eines Pariser Kaufhauses, der 1830 von Simon Mannoury eröffnet worden war. Aristides Eltern waren gegen seine Heirat mit einem Mädchen von niederer Herkunft, was dazu führte, dass das Paar in wilder Ehe zusammenlebte: sie heirateten schließlich erst am 5. Oktober 1848. Ein Sohn mit Namen Anthony-Aristide wurde zwischenzeitlich 1839 geboren und von Aristide 1845 anerkannt.
Genau in diesem Jahr machte die Schließung des Petit Saint-Thomas Aristide, der mittlerweile Abteilungsleiter geworden war, arbeitslos. Er traf sich daher mit den Gebrüdern Videau, die im selben Quartier an der Ecke Rue de Sèvres und Rue du Bac ihre Kurzwarenhandlung namens « Au Bon Marché » besaßen, die 1838 gegründet wurde. Er wurde dort angestellt und fand das Gefallen seiner Arbeitgeber, da er ihren Geschmack des modernen Handels teilte: freien Eintritt, Auszeichnung der Preise, geringe Gewinnspanne, Versandhandel, Ausverkäufe... 1852 wird ein Zusammenschluss vereinbart. Am 1. Juni 1853 wird eine neue Gesellschaft gegründet : die SNC (offene Handelsgesellschaft) « Gebrüder Videau und Aristide Boucicaut », deren Zielsetzung „die Bewirtschaftung des Hauses der Neuheiten Au Bon Marché – Adresse : 22-24 Rue de Sèvres mit einem Kapital von 441.120 Francs“ war, wobei das Prinzip gelten sollte, dass alle Gewinne in das Geschäft reinvestiert werden sollten.
Unterstützt durch Marguerite zeigte sich Aristide Boucicaut als Unternehmer und als Neuerer mit dem Ehrgeiz, ein großräumiges, modernes Ladengeschäft zu schaffen, wo alles den weiblichen Konsum fördern sollte : Waren im Überfluss sollten das « Glück der Damen » wahr machen. Die Idee eines geräumigen Geschäfts, das die Versuchungen zu kaufen multipliziert, kam Aristide beim Besuch der Pariser Weltausstellung von 1855, wo er sich inmitten der vielen Stände verlaufen hatte. Dies war eine wichtige Etappe hin zu einer Konsumgesellschaft und zur Schaffung des Klischees von der eleganten Pariserin. Aristide und Marguerite Boucicaut erfanden den modernen Handel. Nun stand für sie der Wohlstand vor der Tür und das Geschäft entwickelte sich beträchtlich. Am 31. Januar 1863 kaufte Aristide Boucicaut die Anteile seiner Geschäftspartner dank eines Darlehens von 1,5 Millionen Francs seines Freundes Henri Maillard auf. Maillard war ein Pâtissier aus Mortagne-au-Perche, nicht weit vom Geburtsort Aristides entfernt, der in den Vereinigten Staaten sein Glück gemacht hatte. Umbau und Erweiterungen des Bon Marché wurden mittels umfangreicher Grundstückskäufe fortgesetzt : Der Umsatz erreichte im Jahr 1869 die Höhe von 21 Millionen Francs.

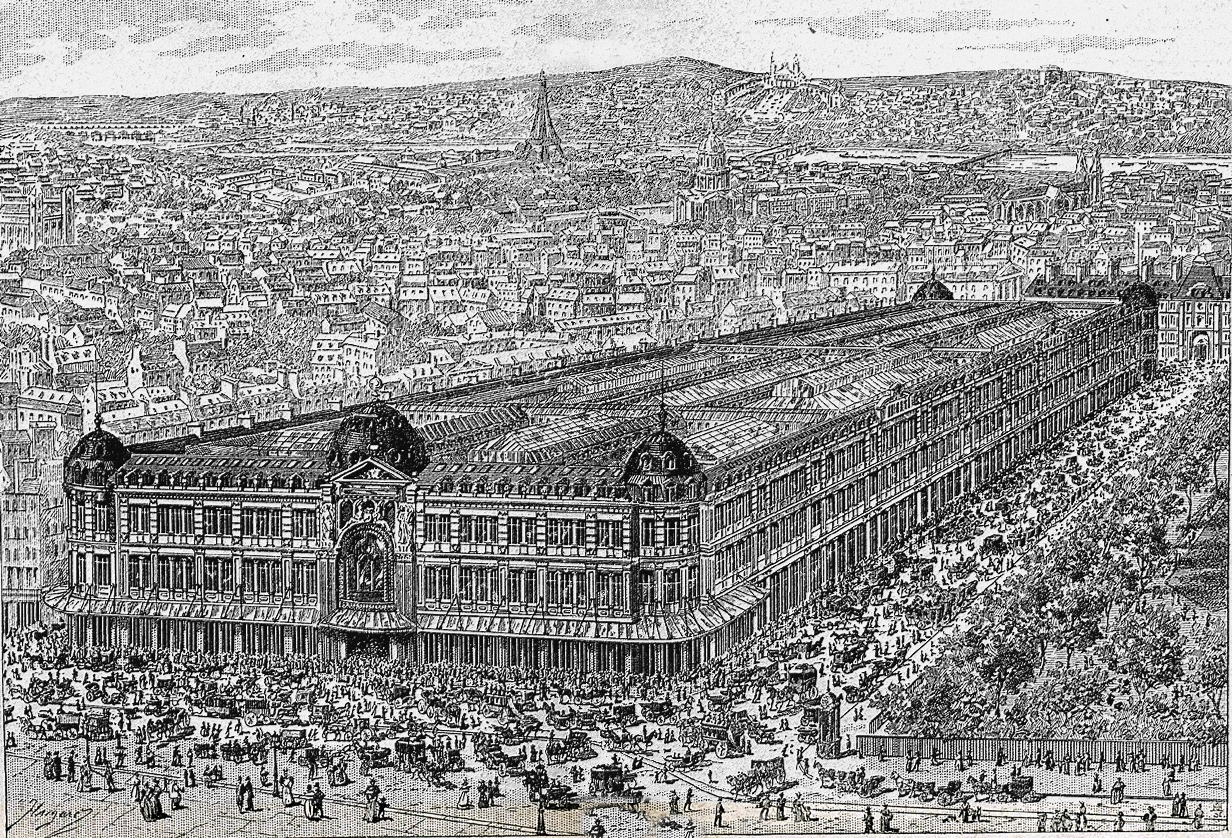
Au Bon Marché 1887 (Kupferstich)

1869 legte Marguerite Boucicaut am 9. September den Grundstein für den Neubau des Architekten Alexandre Laplanche, der an der Rue de Sèvres ein imposantes Eingangsportal schuf. Von 1872 an engagierten die Boucicauts die Architekten Louis-Auguste Boileau und dessen Sohn Louis-Charles Boileau, die von den Ingenieuren Armand Moisant und Gustave Eiffel beim Bau des noch heute existierenden Gebäudekomplexes unterstützt wurden. Durch die Auswirkungen des Deutsch-Französischen Kriegs von 1870/71 verzögert, zogen sich die Arbeiten in aufeinanderfolgenden Abschnitten bis 1887 hin, während sich die Grundstückserwerbungen vervielfachten: die endgültige Grundfläche des Warenhauses erreichte 52.800 m2. Die Familie Boucicaut entwickelte weiterhin eine innovative Geschäftsstrategie und bewies auch Sinn für soziale Anliegen, die vom Christlichen Sozialismus Félicité Robert de Lamennais inspiriert waren. Der Sohn Anthony-Aristide wurde in die Geschäftsführung des Kaufhauses eingebunden, worauf der Unternehmensname in « A. Boucicaut et fils » geändert wurde. Der Umsatz wuchs weiter stark an: von 21 Millionen Francs 1869 auf 72 Millionen Francs 1877, wobei Bon Marché 1.788 Angestellte beschäftigte.
Nach dem Tod von Aristide Boucicaut am 26. Dezember 1877, der drei Tage später auf dem Cimetière du Montparnasse beerdigt wurde, übernahm dessen Sohn, bereits seit geraumer Zeit selbst schwer erkrankt, die Direktion des Bon Marché, aber er überlebte seinen Vater nicht lange. Er starb nach einem langen « Brustleiden » am 18. Oktober 1879 ohne Nachkommen. Marguerite Boucicaut, Witwe ohne weitere Abkömmlinge, führte in der Folge das Unternehmen mit der Unterstützung durch frühere Mitarbeiter ihres Mannes. Im Januar 1880 wird die Gesellschaft daher in « Witwe Boucicaut et Compagnie » und 1886 in « Société civile du Bon Marché » umbenannt : Die Statuten verbinden Marguerite Boucicaut mit der Leitungsebene des Warenhauses ; die Aktien sind ausschließlich für Angestellte des Hauses reserviert, was die Langlebigkeit des Bon Marché sicherstellt. Die Rolle von Claude-Jules Plassard, dem Vorstandsvorsitzenden des Unternehmens, an ihrer Seite war entscheidend : im Testament von Madame Boucicaut zum Geschäftsführer auf Lebenszeit bestellt, zog er sich trotzdem von seinem Posten 1893 zurück.

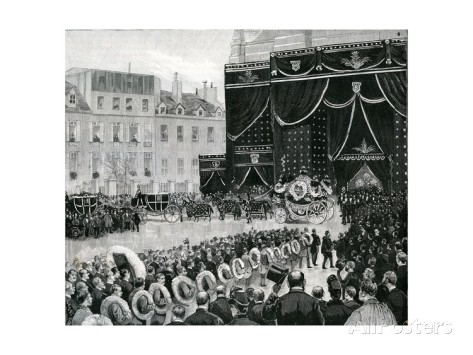
Ankunft des Trauerzugs von Marguerite Boucicaut vor der Kirche St-Thomas d’Aquin, Paris, Lithographie von Paul Destez (1887)

Am 8. Dezember 1887 starb Marguerite Boucicaut, die an Herzproblemen litt, unerwartet um 01.00 Uhr morgens in ihrer Villa Soligny in Cannes, die die Eheleute Boucicaut hatten erbauen lassen und wo sie mit Mühe noch angekommen war. Ihre Leiche wurde einbalsamiert und in einem Spezialwaggon nach Paris transportiert : sie wurde in ihrem Haus aufgebahrt, das 1882  an der Rue du Bac 115 errichtet worden war. Dort versammelte sich eine große Menschenmenge. Die Beerdigungsfeierlichkeiten, die am 12. Dezember 1887 stattfanden, waren eindrucksvoll : Tausende Personen begleiteten den Leichenwagen zur Kirche St-Thomas-d'Aquin und nach dem Requiem zum Cimetière du Montparnasse, wo sie an der Seite ihres Ehemannes Aristide und ihres Sohns Anthony beigesetzt wurde. Ihre Grabstätte wird bis heute von der öffentlichen Fürsorge gepflegt.
Da Marguerite Boucicaut keinen nahestehenden Erben hatte, vermachte sie testamentarisch ihr Vermögen, das auf mehr als 100 Millionen Francs geschätzt wurde, an zahlreiche soziale Werke und den Mitarbeiter in der großen Familie des Bon Marché.

## Wohltätigkeit
In ihrem Testament vom 16. Dezember 1886 setzte die Assistance publique - Hôpitaux de Paris zur Universalerbin ein, die damit den Auftrag zur Ausführung ihres testamentarischen Willens erhielt. Sie setzte darin viele Einzelvermächtnisse fest und forderte, dass ein Krankenhaus auf dem linken Seineufer errichtet würde.
Hauptvermächtnisse :
- Vermächtnis zu Gunsten der Beschäftigten des Bon Marché nach ihrem Rang und ihrer Beschäftigungsdauer (zwischen 16 und 20 Millionen Francs) ;
- Vermächtnis von 2.615.000 Francs zur Einrichtung von Zufluchtshäusern für junge Mütter in Schwierigkeiten (sog.  „Mädchenmütter“) in Roubaix, Rouen und Chalon-sur-Saône. « Es sollen Häuser sein, um die bei ihrer Entbindung unverheirateten Frauen aufzunehmen, die zuallererst das Unglück hatten, verführt worden zu sein… » :
  - Die Kinderkrippe Boucicaut in Roubaix: Die Verwaltung der Assistance publique, ihrer Universalerbin, erwarb mit Unterstützung der Testamentsvollstrecker ein Gelände in Roubaix am Boulevard de Cambrai und führte die Arbeiten zum Bau einer Einrichtung durch, die dazu bestimmt war, zehn „Mädchenmütter“ in Einzelzimmern aufzunehmen: Bekannt unter der Bezeichnung « Fondation Boucicaut » wurde das Zufluchtshaus am 5. Juli 1897 eröffnet[15]. 1925 wandelte es sich in die Kinderkrippe Boucicaut um.
  - In gleicher Weise entstand in der Nähe von Rouen das Entbindungsheim Boucicaut von Mont-Saint-Aignan, das 1898 mit 10 Betten eröffnet wurde. Später diente es als Genesungsheim für Pariser Kinder, ehe es am 30. November 1960 schließen musste. Die Gebäude wurde dann vom Département übernommen und bis 1963 in ein Altersheim mit 160 Plätzen umgewandelt.[16],
  - in Chalon-sur-Saône erlaubte das Vermächtnis von Marguerite Boucicaut den Bau einer Einrichtung an der heutigen Avenue Boucicaut 136, die am 15. Februar 1898 eröffnet wurde. Dieses Entbindungsheim mit zunächst 10 Plätzen wurde 1946 von der Krankenhausverwaltung der Stadt übernommen und bis 1998 betrieben[17]. Heute ist darin ein medizinisches Labor untergebracht.
- Vermächtnis für Hilfseinrichtungen für junge Arbeiter (l’Œuvre de Saint-Nicolas, berufsbildendes Internat, Verband der jungen Ökonomen) ;
- Vermächtnis für die Vereinigungen zum Schutz der Maler und der Schriftsteller ;
- Vermächtnisse an die Religionsgemeinschaften : 300.000 Francs an den katholischen Erzbischof von Paris, 100.000 Francs an das Konsistorium der reformierten Kirchen, 100.000 Francs an den Großrabbiner von Frankreich ;Das „Chateau Boucicaut“ (Postkarte von 1900)

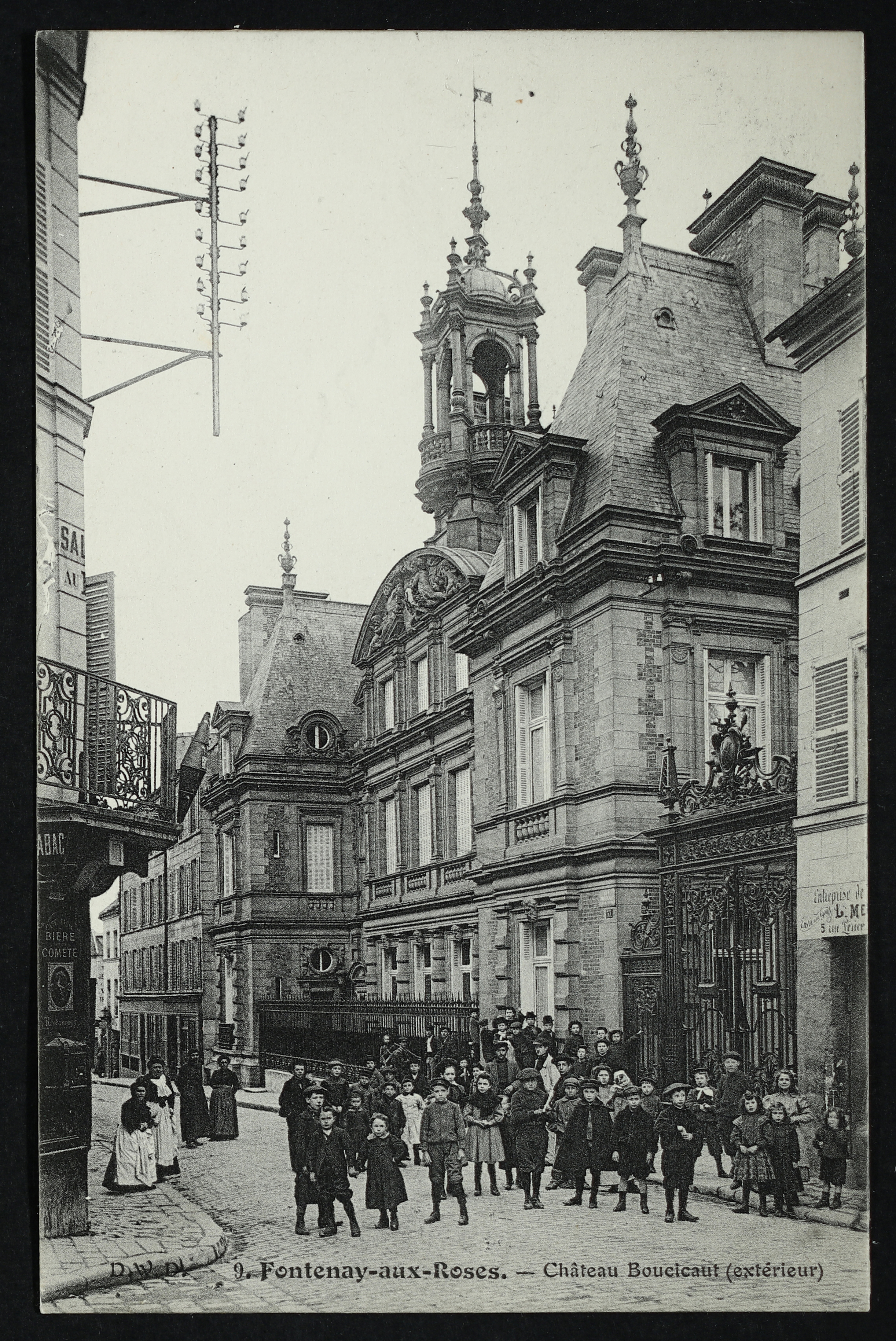
Das „Chateau Boucicaut“ (Postkarte von 1900)

- Vermächtnis ihrer Gemälde an die Museen des Louvre et des Palais Luxembourg, darunter ein Gemälde von Gustave Courbet Le Chevreuil chassé aux écoutes, printemps 1867, heute im Musée d’Orsay[18] oder Souvenir d'Ezneh, auch Femmes égyptiennes au bord du Nil genannt, von Eugène Fromentin (ebenfalls im Musée d’Orsay) ;
- Vermächtnis von 600.000 Francs für ein Altersheim für ehemalige Angestellte des Bon Marché in Fontenay-aux-Roses :
  - Dieses Heim, unter dem Namen « Château Boucicaut » bekannt, war ein Lieblingsaufenthalt von Marguerite Boucicaut[19]. Aristide Boucicaut war auch Mitglied des Gemeinderats in Fontenay-aux-Roses und wurde 1871 sogar zum Bürgermeister gewählt. Er lehnte den Posten aber ab und blieb lieber Gemeinderat. Das Gebäude wurde 1954 abgerissen ;
- Vermächtnis von 600.000 Francs für das « Pflegezentrum von Bellême » :
  - Eine Villa, die Aristide Boucicaut in seinem Heimatort erbaut hatte, wurde der Stadt für wohltätige Zwecke überlassen : die Familie Boucicaut hatte einen Teil zur Pflege von acht betagten Frauen, die in Bellême lebten, vorgesehen und den anderen Teil, um für junge Mädchen eine Nähstube einzurichten[20]. Die Eröffnung der Boucicaut´schen Einrichtung in Bellême fand 1903 statt. Ein Monument ehrt das Andenken des dort gebürtigen Aristide Boucicaut, der zusammen mit Marguerite eines der größten Vermögen ihrer Zeit aufgebaut hatten. Anfänglich der Genossenschaft der Töchter der christlichen Liebe vom heiligen Vinzenz von Paul übertragen, ging das Haus in die Hände der Pariser Assistance publique über. Die Einrichtung wurde dann zu einem Zentrum für Kinder aus schwierigen Familienverhältnissen, die in Pflegefamilien aufgenommen wurden, wovon der Name « Pflegezentrum von Bellême » abgeleitet wurde. Seit 1962 ist das Haus dem Kinderhilfsdienst der Stadt Paris angegliedert.
- Vermächtnis von 350.000 Francs an das Institut Pasteur in zwei Tranchen: zunächst 100.000 Francs und dann, nachdem sie 1886 noch am Leben war, weitere 250.000 Francs[21]. Eine Ehrenbüste von Madame Boucicaut findet sich in der Bibliothek des Institut Pasteur unter den sechs großzügigsten Spendern zur Zeit seiner Erbauung (darunter Zar Alexander III. für 98.000 Francs, Baron Alphonse de Rothschild und Kaiser Pedro II. von Brasilien)[22].

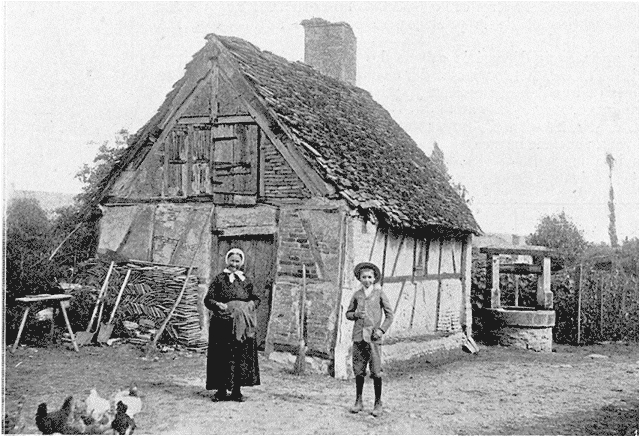
Geburtshaus von Marguerite Boucicaut (Aufnahme von 1905)

- Geburtshaus von Marguerite Boucicaut (Aufnahme von 1905)Vermächtnis an die Wohltätigkeitseinrichtungen von Verjux (Geburtsort von Marguerite) und Bellême (Geburtsort von Aristide) ;
- die Zuwendungen an den Ort ihrer Geburt : Marguerite Boucicaut, als Marguerite Guérin in Verjux geboren, hat niemals ihre arme Herkunft und das Dorf ihrer Kindheit am Ufer der Saône vergessen.
  - Sie hat hier eine Schule gestiftet[23], ein neues Rathaus und einen Zufluchtsraum finanziert und sich am Unterhalt der Kirche beteiligt, die neue Glocken erhielt. Aber es ist das Projekt einer Brücke über die Saône, das ihren größten Beitrag zum Wohlergehen der Einwohner ihres Geburtsortes und der Dörfer in der Umgebung darstellt. Am Bahnhof von Gergy angekommen, um 1884 die neuen Bauten einzuweihen, die ihre Großherzigkeit erlaubt hatte, hatte Madame Boucicaut große Schwierigkeiten, mit der Fähre die unruhige Saône zu überqueren, um Verjux zu erreichen. Sie hatte daher die Idee, den Bau einer Brücke zu finanzieren : ein Ingenieur der Straßen- und Brückenmeisterei des Département Saône-et-Loire, Monsieur Tourtray, arbeitete ein Projekt aus, das « eine neue Technik anwandte, die die Leichtigkeit, die Eleganz und die Form mit der Qualität der Materialien und der Wirtschaftlichkeit verbindet. »[24] Die Arbeiten begannen im November 1887 kurz vor dem Tod von Madame Boucicaut: es dauerte drei Jahre, um die 216 Meter lange « Pont Marguerite-Boucicaut » aus Villebois-Stein aus dem Département Ain zu errichten. Sie bestand aus fünf elliptischen Gewölbebögen, von denen jeder circa 40 Meter maß. Die Einweihung fand am 24. August 1890 statt. Die Gesamtkosten der Brücke beliefen sich auf mehr als 600.000 Francs (486.000 Francs für die eigentliche Brücke und 122.000 Francs für die Zugangswege und die Einbettung) : Die Kosten wurden fast vollständig durch das Vermächtnis von Marguerite Boucicaut gedeckt, die nicht lange genug lebte, um ihr Vorhaben Realität werden zu sehen. Ein Monument, bestehend aus einem Obelisken, der einen geflügelten Genius trägt, wurde am Eingang zur Brücke errichtet und « Der Wohltäterin Madame Boucicaut » gewidmet[25]. Es stammt vom Architekten Louis-Hippolyte Boileau, der für die Boucicauts bereits die Ausgestaltung ihres Hauses in Bellême übernommen hatte und später den Bau des Hotels Lutétia durchführte[26]. Die Brücke wurde 1940 zu einem Übergang über die Demarkationslinie zwischen freiem und besetztem Frankreich und wurde von deutschen Truppen auf dem Rückzug am 4. September 1944 gesprengt. Die Fähre nahm wieder ihren Betrieb auf und es mussten die Folgen des sehr starken Hochwassers vom Januar 1955 abgewartet werden, das das Dorf von der Außenwelt abschnitt, sodass es von der Armee evakuiert werden musste, bis das Vorhaben einer neuen Brücke aufgegriffen wurde. Diese wurde am 22. September 1957 eingeweiht.

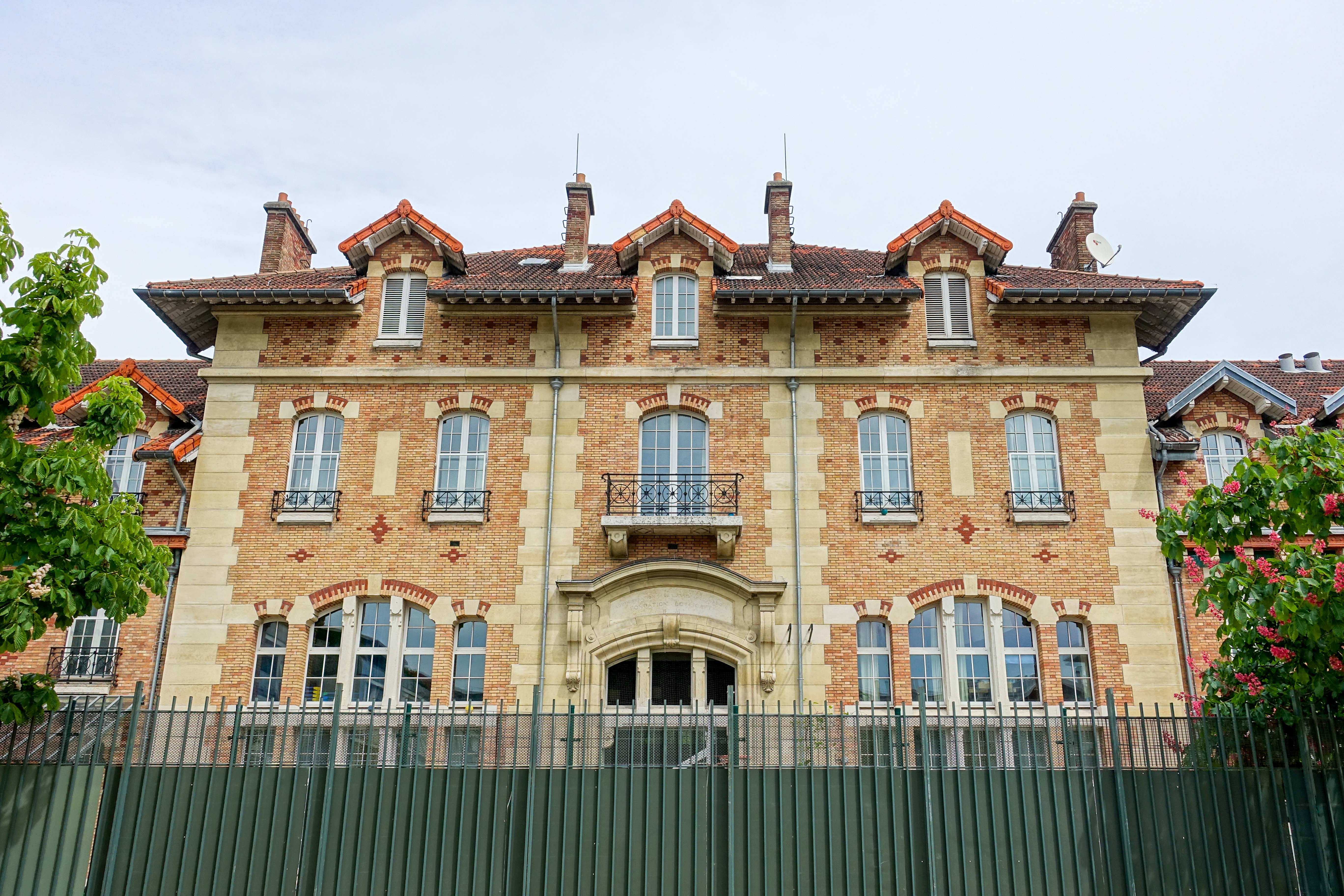
Empfangsgebäude des früheren Hôpital Boucicaut

- Empfangsgebäude des früheren Hôpital BoucicautDer Rest des Vermögens wurde dem Bau eines Krankenhauses in Paris gewidmet, dem Hôpital Boucicaut.
  - Das Hôpital Boucicaut wurde offiziell in Gegenwart von Staatspräsident Félix Faure am 1. Dezember 1897 eröffnet, drei Jahre nach dem Beginn der Arbeiten und dem Kauf des Geländes[27]. Im 15. Pariser Arrondissement an der Rue de la Convention 78 nach den Plänen von Legros und Sohn errichtet, bestand es aus acht zweistöckigen Pavillons aus Ziegeln, die durch Parkanlagen voneinander getrennt wurden, um Ansteckungen zu vermeiden. 1897 hatte das Hôpital Boucicaut eine Kapazität von 206 Betten, von denen einige für das Personal des Bon Marché reserviert waren[28]. Das Hôpital Boucicaut ging im Jahr 2000 außer Betrieb und seine Abteilungen wurden in das Hôpital européen Georges-Pompidou integriert. Das Stadterneuerungsprojekt sah den Erhalt gewisser Bauten des Krankenhauses vor, darunter die Kapelle und der Eingangspavillon an der Rue de la Convention[29]. Sanierung und Neubau mussten den Erfordernissen einer nachhaltigen Entwicklung entsprechen. Das neue Öko-Viertel Boucicaut, das mit einem Garten ausgestattet ist, enthält Wohnungen (teilweise Sozialwohnungen), Geschäfte, ein Gründerzentrum und Gemeinschaftseinrichtungen (darunter eine Schule, eine Kinderkrippe, ein Behindertenheim und ein Kulturzentrum). Der Zeitplan sah den Abschluss der Arbeiten und Umbauten für 2015–2016 vor[30]. Eine Statue, die die Wohltäterin ehrt, trägt auf ihrem Sockel eine Inschrift, die den Wunsch von Marguerite Boucicaut zum Ausdruck bringt: „Als ich alles, was von meinem Vermögen übrig blieb, derjenigen Verwaltung vermachte, welche die größte Fähigkeit hatte, den Unglücklichen zu helfen, war mein einziger Gedanke, den Leidenden und Elenden so nützlich wie möglich zu sein.“

## Porträts
Die Zeitschrift Le Gaulois beschrieb die Unternehmerin und Wohltäterin am Ende ihres Leben so : « Madame Boucicaut war unterdurchschnittlich groß und recht beleibt. Ihr Gesicht, freundlich und lächelnd, spiegelte ihre Seele wider. Ihre zweiundsiebzig Jahre hatten ihm nicht den einzigartigen Charme seines sanften und wohlwollenden Blicks genommen. »
Folgende Porträts von Marguerite Boucicaut sind bekannt :
- ein Ölbild von 1875, betitelt Portrait de Madame Boucicaut von William-Adolphe Bouguereau (ausgestellt im Salon von 1876, Nr. 241 ; Weltausstellung von 1878, Nr. 98; Ausstellung von Porträts des Jahrhunderts in der École des beaux-arts 1883) ;
- Eine Marmorstatue, die 1914 von Jean-Paul Moreau-Vauthier angefertigt wurde, zeigt Madame Boucicaut und die Baronin Clara de Hirsch. Sie steht am Square Boucicaut, direkt neben dem Bon Marché.
- eine Büste eines unbekannten Künstlers auf einem Sockel am « Château Boucicaut » in Fontenay-aux-Roses ;
- eine Büste am früheren Hôpital Boucicaut, angefertigt vom Bildhauer Henri Chapu in den letzten Lebensjahren von Madame Boucicaut.

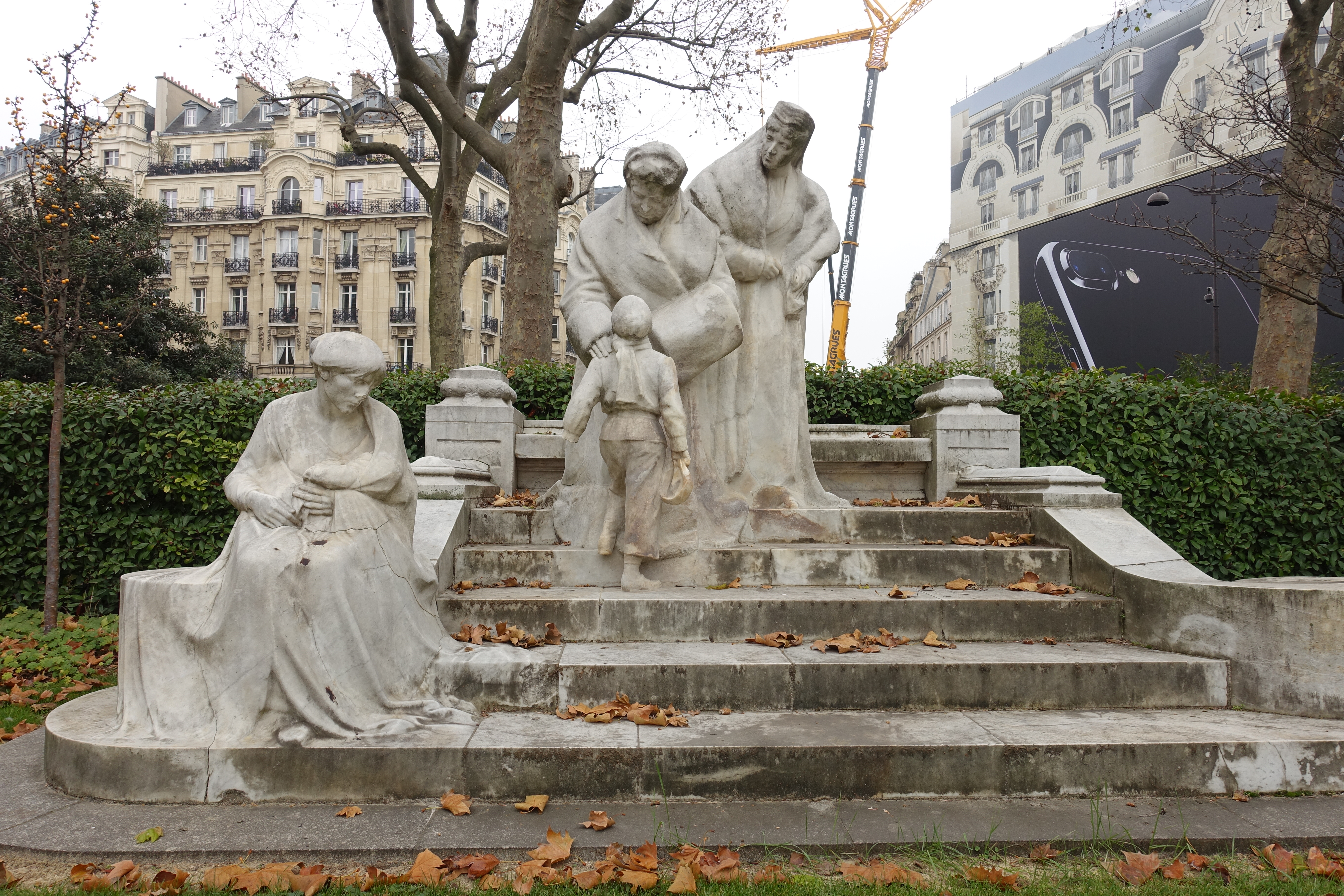
Marmormonument von Jean-Paul Moreau-Vauthier für Madame Boucicaut und Madame de Hirsch (1914) am Square Boucicaut, Allée Pierre-Herbart (Paris).
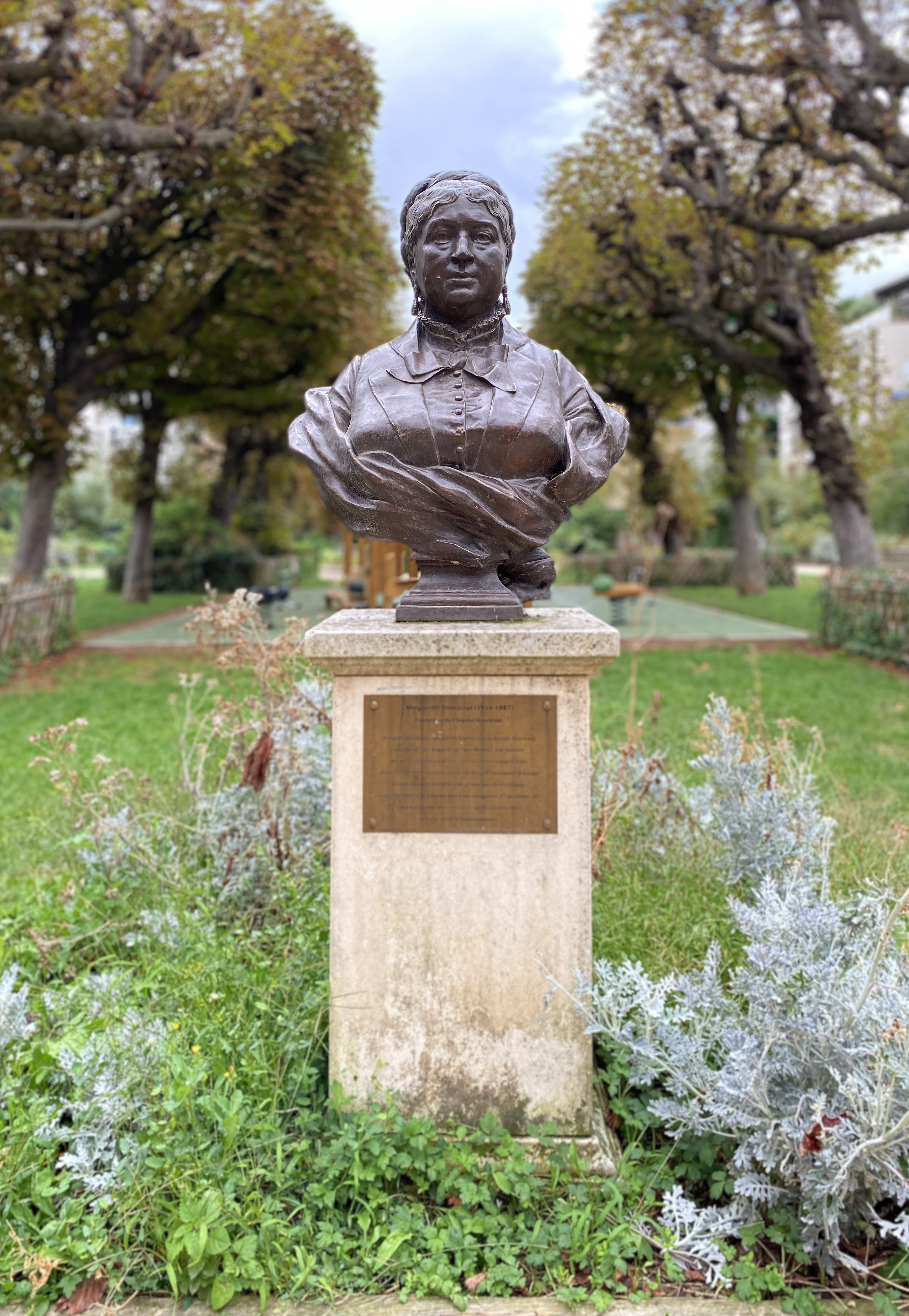
Büste von Marguerite Boucicaut im Jardin Marguerite-Boucicaut (Künstler: Henri Chapu).
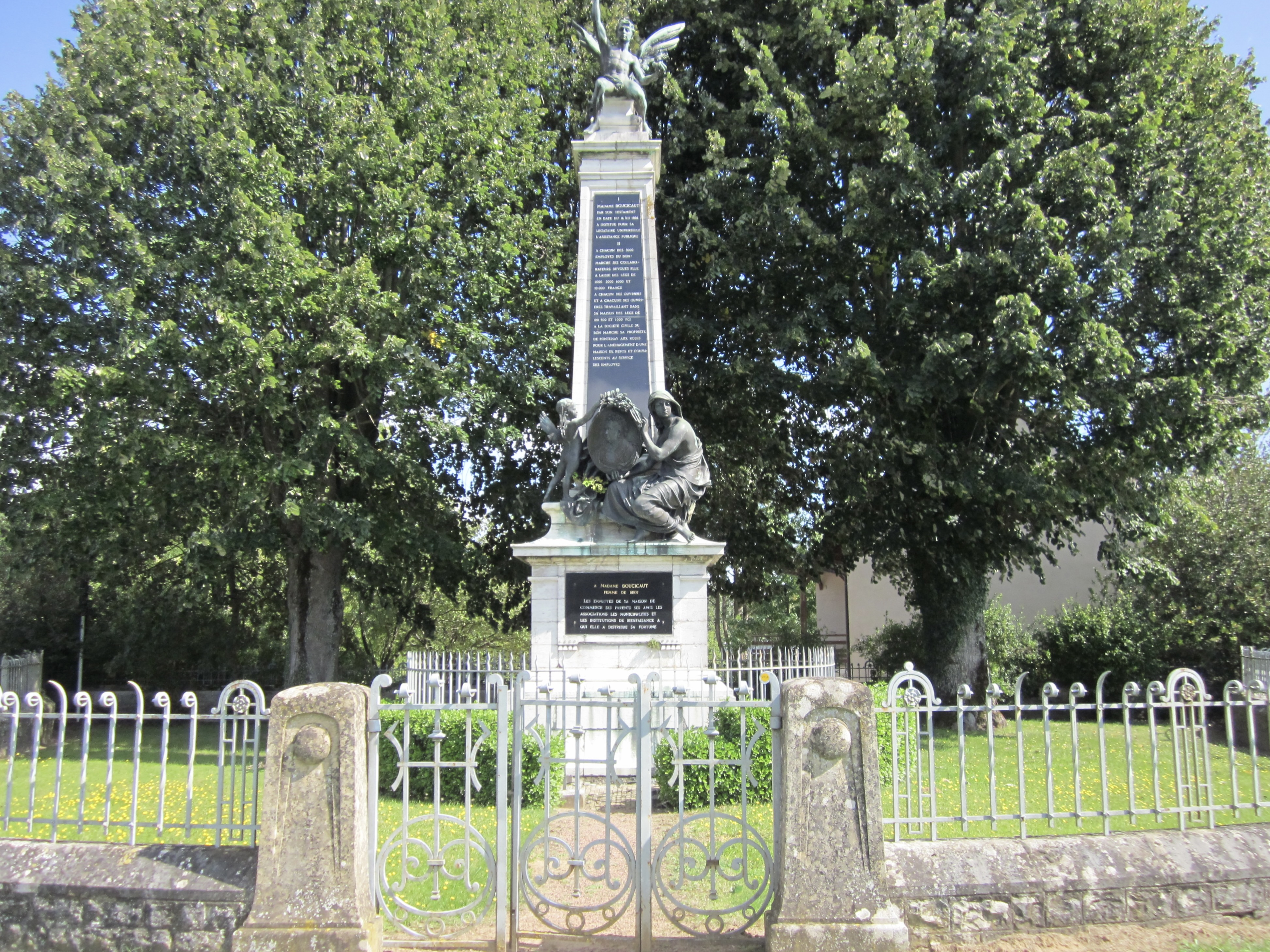
Denkmal für Marguerite Boucicaut in Verjux von Léon Auguste Perrey (1889), Ensemble.
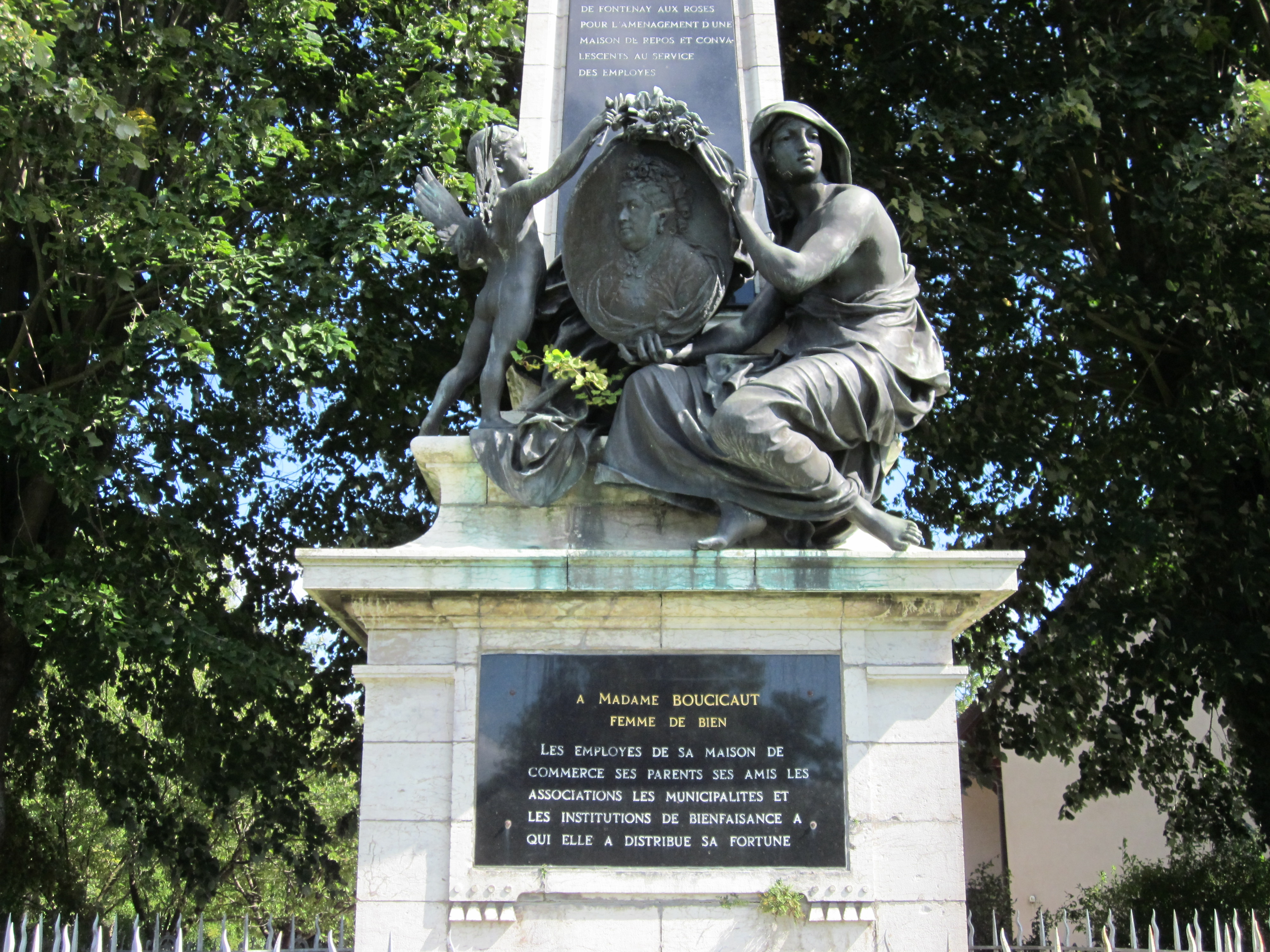
Monument für Madame Boucicaut in Verjux, Detailansicht.

## Bilanz
Marguerite Boucicaut bleibt eine Vorbildgestalt des Unternehmertums und der Großherzigkeit, die einhellig gewürdigt wird. Ein Satz von François Desplantes in Le Livre de mes petites cousines (1890, S. 121) übersetzt diese allgemeine Bewunderung : « Madame Boucicaut wird einen wichtigen Platz in der Handelsgeschichte und in der öffentlichen Anerkennung einnehmen. Ihr gesamtes Leben ist übrigens für alle ein stärkendes und heilsames Beispiel. »

## Öffentliche Ehrungen
- Widmung des Jardin Marguerite-Boucicaut im 15. Pariser Arrondissement[33].
- 2005 wurde ebenfalls im 15. Arrondissement, nahe am früheren Hôpital die Rue Boucicaut in Rue Marguerite Boucicaut umbenannt, um in ganz besonderer Weise Madame Boucicaut als Wohltäterin zu ehren.
- Im 7. Pariser Arrondissement wurde der Square Boucicaut gewidmet.

## Bibliographie
- Aline Couret, La Dame de cœur du Bon Marché, Marguerite Guérin veuve Boucicaut, August 2016, Éditions du Tilleul, La Chapelle-Souef, ISBN 979-10-93914-05-3

| Personendaten    | Personendaten                          |
| ---------------- | -------------------------------------- |
| NAME             | Boucicaut, Marguerite                  |
| ALTERNATIVNAMEN  | Guérin, Marguerite (Geburtsname)       |
| KURZBESCHREIBUNG | französische Geschäftsfrau und Mäzenin |
| GEBURTSDATUM     | 3. Januar 1816                         |
| GEBURTSORT       | Verjux (Département Saône-et-Loire)    |
| STERBEDATUM      | 8. Dezember 1887                       |
| STERBEORT        | Cannes                                 |